# Pancheria multijuga
Pancheria multijuga là một loài thực vật thuộc họ Cunoniaceae. Đây là loài đặc hữu của New Caledonia.